# Список умерших в 1100 году
В этой статье представлен список известных людей, умерших в 1100 году.
См. также: Категория:Умершие в 1100 году

## Февраль
- 23 февраля — Чжэ-цзун — император Китая из династии Сун (1085—1100)
- 25 февраля — Герланд Агриджентский[англ.] — первый епископ Агридженто после арабско-мусульманского господства на Сицилии (1088—1100), святой Римско-католической церкви. Его именем назван собор в Агридженто[1].

## Апрель
- 5 апреля — Филипп де Блуа — епископ Шалона (1095—1100).

## Июль
- 18 июля — Готфрид Бульонский — граф Бульонский (1076—1096), герцог Нижней Лотарингии (1087—1100), один из предводителей Первого крестового похода, первый король Иерусалима («Защитник Гроба Господня»; 1099—1100), погиб при осаде Акры.

## Август
- 2 августа — Вильгельм II Рыжий — король Англии (1087—1100), убит

## Сентябрь
- 8 сентября — Климент III — антипапа (1080—1100)

## Ноябрь
- 18 ноября — Томас I[англ.] — архиепископ Йоркский (1070—1100)

## Декабрь
- 22 декабря — Бржетислав II Младший — князь Чехии (1092—1100), убит.
- 23 декабря — Шайзала — суфийский аскет, представитель шафиитской правовой школы, проповедник, мутакаллим, знаток и собиратель арабской поэзии и повествований.

## Дата неизвестна или требует уточнения
- Алеом Бургосский — монах, святой Римско-католической церкви, покровитель Бургоса[2].
- Альбрехт I — граф в Ойрасбурге в Баварии и в областях Нориталь, Иннталь и Виппталь в Южном Тироле (ок. 1078).
- Бернат II[англ.] — граф Бесалу (1066—1100)
- Бернольд Констанцский[англ.] — хронист, автор трактатов и защитник церковных реформ папы Римского Григория VII.
- Ботвид Шведский — католический миссионер в Швеции и Финляндии, убит[3].
- Вильгельм из Апулии — итало-нормандский хронист и поэт.
- Ги I де Понтье — граф де Понтье (1053—1100)
- Готфрид III — граф в Блисгау (с ок. 1075).
- Ибн Джазла — арабский врач
- Жоффруа[англ.] — первый граф Конверсано (1072—1100)
- Жоффруа де Мандевиль — нормандский рыцарь, участник завоевания Англии Вильгельмом Завоевателем, первый констебль Тауэра (1086—1100)
- Жоффруа II дю Перш — граф Мортань и сеньор де Ножан (1080—1090), первый граф Перша (с 1090).
- Кутб ад-Дин Хасан — правитель из династии Гуридов.
- Наропа — выдающийся учитель буддизма
- Орцокко I де Лакон-Цори — первый документально засвидетельствованный судья Арбореи (ориентировочно 1060-1090).
- Секст Амарций Галл Пиосистрат — поэт, автор сборника «Сатир» или «Бесед».
- Хайду — монгольский правитель (ок. 1080—ок. 1100) из рода Борджигин.